# Gozdna železnica Žage na Radohi
Gozdna železnica Žage na Radohi je bila prometna pot za prevoz lesa 
od parne žage pri zaseleku Radoha nad Uršnimi seli do železniške postaje pri naselju Rožni Dol v občini Semič.
Parna žaga na Radohi je bila zgrajena že pred pričetkom graditve belokranjske železniceleta 1912. Žaga je stala sredi gozdov , 4 km jugovzhodno od Uršnih sel. Med prvo svetovno vojno se je delo na žagi ustavilo. Tudi po vojni žage niso takoj pognali. To se je zgodilo šele leta 1921, ko so se novi lastniki odločili žago obnoviti, jo povečati in povezati z gozdno železnico s postajo pri naseju Rožni Dol. Z gradnjo so pričeli leta 1921 in končali 1922. Proga je imela tirno širino 60 cm. Trasa je potekala od postaje v Rožnem Dolu vzporedno s lokalno cesto in belokranjsko progo proti Novemu mestu do predora Rožni dol, kjer je prečkala belokranjsko progo, se obrnila v loku za 135º in se nadaljevala skozi gozd do žage na Radohi.
Proga je bila tipična gozdna železnica , s širino tira 60 cm in lahkimi tirnicami 9 kg na dolžinski meter. Pragovi so bili neimpregnirani, tesani iz običajnih bukovih polen. Posebnega spodnjega ustroja proga ni imela. Pragove so polagali kar na izravnana tla in jih obsuli s peskom. Celotna dolžina železnice od Rožnega Dola do Radohe je znašala 3 km. Na Radohi so stali kurilniška lopa, delavnica za popravilo tirnih vozil in napajalnikza lokomotivsko vodo. Posebnih gradenj na sami progi ni bilo, razen nekaj manjših nasipov in usekov. Kasneje, ko je žaga začela delati z večjo zmogljivostjo, so progo podaljšali v gozdove. Podaljšana proga je imela več smeri, progovni odseki so bili dolgi do 2 km. S temi odseki so v bistvu speljali progo okoli dveh hribov: Peščenjaka (846 mnm) in Kilovca 661 (mnm), tako da je skupna dolžina gozdne železnice dosegla 47 km.
Na progi sta obratovali dve parni lokomotivi in več tovornih vagončkov, katerih število pa žal ni znano. Vagončki so bili t. i. »gipi«, izdelani iz lesa in nevzmeteni, le kolesa in drsni ležaji so bili kovinski.
Ob roški ofenzivi je italijanska vojska 24. julija 1942 požgala in uničila žago, da se v njej ne bi mogli zadrževati partizani. Ker so bili gozdovi že dokaj izsekani tudi po koncu 2. svetovne vojne žage na Radohi niso obnovili.
Leta 1951 so progo demontirali im prodali za staro železo. Lokomotivi in vagončke pa so po eni varianti odprodali v premogovnik Senovo, po drugi bolj verjetni varianti, pa so tudi lokomotivi razrezali za staro železo.
Danes od gozdne železnice in žage ni nobenih ostankov. Na delu trase po kateri je potekala železnica teče danes gozdna cesta.